# Pedro Matos Chaves
Pedro Matos Chaves (Porto, 27 februari 1965) is een voormalig Portugees autocoureur. Hij maakte zijn Formule 1-debuut in 1991 bij Coloni en nam deel aan 13 Grands Prix waarvan hij er geen enkele mocht starten. Hij scoorde geen punten.
Chaves won het Portugese Formule Ford-kampioenschap in 1985 en het internationale kampioenschap in 1987, toen hij racete in de Britse Formule Ford. In 1990 won hij het Brits Formule 3000-kampioenschap en racete ook in het internationaal kampioenschap.
In 1991 mocht hij het proberen in de Formule 1 bij Coloni maar wist zich niet te pre-kwalificeren voor 13 Grands Prix. Nadat hij zich niet kon kwalificeren voor de Grand Prix van Portugal. Met zijn vertrek nam hij ook zijn sponsorgeld mee.
Het volgende jaar ging Chaves opnieuw in de Formule 3000 rijden maar zonder al te veel succes. Hij ging in de Indy Lights rijden, waarin hij één race won.
Sindsdien heeft tweemaal het Portugese kampioenschap Rally gewonnen, samen met Sérgio Paiva in een Toyota Corolla, en het Spaans GT kampioenschap in een Saleen S7 met Miguel Ramos. Hij heeft ook deelgenomen aan de 24 uur van Le Mans en de FIA GT.
In 2005 en 2006 keerde hij terug naar het Portugese kampioenschap rally. Hierna stopte Chaves met racen en werd rijdercoach voor A1 Team Libanon. Hij is ook manager van zijn zoon David.